# Prejudikat
Prejudikat (av lat. praejudicatus; prae, "före, på förhand", ius, "rätt, lag", dicio, "myndighet, välde"), ett inom juridiken vanligt begrepp som innebär att tidigare dom, beslut eller utslag i en högre domstol fungerar som regel eller vägledning i senare inträffade mål eller ärenden med likartade omständigheter. 
Att exempelvis åklagarsidan i en svensk tingsrättsförhandling får rätt i ett mål som inte överklagas betyder inte att ett prejudikat har skapats. Tingsrättens dom får inte stå i strid med ett prejudikat, då har domstolen gjort fel. Överklagas ett sådant ärende till hovrätten och den rätten menar att tingsrätten har gjort fel och gått mot ett tidigare skapat prejudikat så kan hovrätten ogilla åtalet.
Skulle riksdagen stifta en lag som av Högsta domstolen anses strida mot en grundlag kan HD vägra att döma efter den nystiftade lagen. Då har HD inte enbart skapat ett prejudikat utan även gjort, lagen som stred mot grundlagen, praktiskt taget verkningslös. Lagar som blir verkningslösa har ingen laga kraft utan kan lika gärna tas bort genom ny lag.

## Allmänt
I vissa anglosaxiska länder, däribland USA (utom Louisiana) samt England och Wales, består den rättsordning som upprätthålls i domstolar för common law av prejudikat (jfr stare decisis) - det kallas domarskapad rätt. Principen är att ju äldre prejudikat, desto högre är prejudikatvärdet, och i teorin kan en domstol i USA fälla sitt utslag med stöd av engelska prejudikat som inträffade före amerikanska revolutionen.
Sverige, övriga Norden och länderna på kontinenten har en kodifierad lag; lagstiftningen är i regel nedskriven (kodifierad), men prejudikat fungerar ändå som rättskälla. När den kodifierade lagen inte ger några tydliga riktlinjer vägs prejudikaten in vid domstolarnas rättsskipning. Ett prejudikat är inte juridiskt bindande på samma sätt som den av riksdagen stiftade lagen, utan prejudikat har i Sverige i regel setts som exempel eller rättspraxis; men det råder inte någon full konsensus. Normalt ses ett prejudicerande rättsfall som något som visar hur lagen skall användas i praktiken. Ytterligare en skillnad är att i motsats till i anglosaxiska rättsordningar har också yngre prejudikat tillmätts större värde än äldre prejudikat.
Instanser som i Sverige kan meddela domar som prejudicerande är bland annat Högsta domstolen, Högsta förvaltningsdomstolen och Mark- och Miljööverdomstolen.

## Kända prejudikat
- Åke Green-målet
- Riggs vs Palmer
- Roe mot Wade
- Mangamålet